# Wedoquella denticulata
Espèce
Wedoquella denticulata est une espèce d'araignées aranéomorphes de la famille des Salticidae.

## Distribution
Cette espèce est endémique de la province de Misiones en Argentine,.

## Description
Le mâle holotype mesure 6,00 mm et la femelle paratype 8,78 mm, les mâles mesurent de 5,4 à 7,5 mm et les femelles de 7,5 à 8 mm.

## Publication originale
- Galiano, 1984 : Descripcion de Wedoquella nuevo genero (Araneae, Salticidae). Journal of Arachnology, vol. 11, p. 343-352 (texte intégral).